# Psomotópi
Psomotópi (Psomotopi) är en ort i Grekland.   Den ligger i prefekturen Nomós Serrón och regionen Mellersta Makedonien, i den norra delen av landet, 400 km norr om huvudstaden Aten. Psomotópi ligger 30 meter över havet och antalet invånare är 156.
Terrängen runt Psomotópi är platt åt nordost, men åt sydväst är den kuperad. Runt Psomotópi är det ganska tätbefolkat, med 62 invånare per kvadratkilometer. Närmaste större samhälle är Sidirókastro, 13,7 km nordost om Psomotópi. Trakten runt Psomotópi består till största delen av jordbruksmark.